# Rataje nad Sázavou
Rataje nad Sázavou (Tedesco: Rattay; Ratais an der Sasau) è un comune mercato della Repubblica Ceca facente parte del distretto di Kutná Hora, in Boemia Centrale, a 27 km Sudovest da Kutná Hora e a 6 km sudest da Sázava. Ha 537 abitanti nel 2018.
Ha due castelli, il castello inferiore, ribattezzato di Pirkštejn da Jan Ješek di Pirkštejn, e quello superiore.
È una tra le città principali dove si svolgono le vicende del celebre videogioco Kingdom Come: Deliverance, nel quale prende il nome di Rattay.

## Storia
La prima menzione scritta di Rataje nad Sázavou risale al 1156, dove è indicata come Mercato e come Fortezza. Non ci sono fonti scritte sulla data esatta della fondazione, ma probabilmente è da stimare intorno al 946.
Intorno alla metà del X secolo venne costruito un castello, costituito in parte in mattoni ed in parte in legno. Il suo ruolo doveva essere di baluardo al confine della regione di Zlic.
Nel XIII secolo viene menzionato un incendio in seguito al quale Rataje, che faceva parte dei possedimenti del re, fu ricostruita. Poi il re Giovanni I di Boemia consegnò Rataje a Enrico I di Leipa: questi faceva parte del ramo cadetto della famiglia Ronov, ovvero i Signori di Lípa. Enrico costruì il Castello di Pirkštejn, da cui prese il nome un altro ramo cadetto della stessa famiglia di Lípa,. Rattay fu quindi sotto il controllo di questa famiglia, passando prima nelle mani di Jan Ješek di Pirkštejn, poi di Jan Ptáček ovvero il figlio, che prima di ottenere Rataje essendo minorenne dovette aspettare mentre la città era nelle mani del lontanto parente Hanuš di Lipá (in questo periodo, 1403 circa, avvennero numerosi fatti, che sono oggi rappresentati nel videogioco Kingdom Come: Deliverance) fino a quando finì nel 1420 nelle mani del figlio di Jan, Hynce Ptáček di Pirkštejn, un eminente e potente uomo politico, che divenne precettore e mastro della zecca del Regno di Boemia, amministratore di molte città reali come Kutná Hora e guardiano del futuro re Giorgio di Podebrad. Egli fu il più importante signore di Rattay ed è sepolto nella Chiesa di San Matteo insieme ai famigliari.
In seguito Rataje divenne proprietà di diversi nobili, tra cui Ladislav, Václav e Jan di Malešice, che cominciarono la ricostruzione del castello superiore negli anni 1531-1579 in stile rinascimentale, oppure Guglielmo Francesco di Talmberk, che iniziò invece la ricostruzione in stile barocco, completata dal figlio Francesco Massimiliano Leopoldo. Poi Rataje fu amministrata dai Liechtenstein dal 1772 al 1919. Infine, nel 1933 il castello superiore fu comprato, ed al giorno d'oggi svolge la funzione di municipio, stazione di polizia, ufficio postale e scuola.
Fino al 2016 molti hotel erano ancora aperti, oggi ne restano pochi.

## Monumenti e luoghi d'interesse
- Il castello di Pirkštejn, la cui prima menzione risale al 1346, ora proprietà privata. Accessibile tramite un ponte di mattoni, il castello è ora una canonica. È però visibile molto bene la torre.
- Il castello superiore, di stile barocco (visibile a Ovest), rinascimentale (visibile a Sud) e gotico (visibile a Nord), al giorno d'oggi municipio, stazione di polizia, ufficio postale e scuola.
- La chiesa di San Matteo, costruita secondo i progetti di Andrew de Guarde negli anni 1675-1691, anche se esisteva già da prima.
- La Chiesa di San Nicola, che non è proprio un luogo d'interesse in quanto non esiste più, eppure ne rimangono le fondamenta di pietra.
- La cappella di Sant'Antonio, nella strada per Sázava.
- La cappella di San Venceslao
- I resti delle mura, da poco rinvenute.

## Infrastrutture e trasporti
Ci sono due binari ferroviari (014 e 212) e quattro stazioni ferroviarie: Rataje n. Sáz., Rataje n. Sáz. předměstí, Rataje n. Sáz. zastavka, Rataje n. Sáz. Ivaň.
Servizio autobus - La linea di autobus Uhlířské Janovice-Sázava-Rataje nS-Soběšín (nei giorni lavorativi 5 collegamenti) e Zruč n.Sázavou-Čestín-Kácov-Rataje n.Sázavou-Sázava (giorni lavorativi 1 collegamento a Sázava) Veolia Transport Eastern Bohemia).